# Landkreis Bremervörde
Der Landkreis Bremervörde war bis 1977 ein Landkreis in Niedersachsen. Kreisstadt war die namensgebende Stadt Bremervörde.

## Geographie

### Lage
Der Landkreis Bremervörde lag zentral zwischen den Großstädten Hamburg (im Osten), Bremen (im Südwesten) und Bremerhaven (im Nordwesten).

### Nachbarkreise
Der Landkreis grenzte Anfang 1977 im Uhrzeigersinn im Norden beginnend an die Landkreise Land Hadeln, Stade, Harburg, Rotenburg (Wümme), Osterholz und Wesermünde.

## Geschichte
Nach der Annexion des Königreichs Hannover 1867 durch Preußen wurde am 1. April 1885 gemäß der Kreisordnung für die Provinz Hannover von 1884 aus dem ehemaligen hannoverschen Amt Bremervörde, der Stadt Bremervörde sowie der Gemeinde Elm des Amtes Himmelpforten der Kreis Bremervörde gebildet. Der Kreis wurde dem aus der Landdrostei Stade hervorgegangenen Regierungsbezirk Stade zugeordnet. 1932 wurde der Kreis Zeven mit dem Kreis Bremervörde zusammengelegt.
Nach dem Zweiten Weltkrieg übernahm der Landkreis die Patenschaft für den Landkreis Stuhm in Westpreußen.
Vor der Gemeindereform im Jahr 1974 umfasste der Landkreis 108 Gemeinden. Durch das Gesetz zur Neugliederung der Gemeinden im Raum Bremervörde wurde am 1. März 1974 durch zahlreiche Zusammenschlüsse sowie den Wechsel der Gemeinde Kirchwistedt in den Landkreis Wesermünde die Zahl der Gemeinden des Landkreises auf 36 verringert. Am 1. August 1977 wurde der Landkreis im Rahmen der Kommunalreform aufgelöst und mit dem Altkreis Rotenburg (Wümme) zum neuen Landkreis Rotenburg (Wümme) fusioniert.

## Bevölkerungsentwicklung
| Einwohner   | 1890   | 1900   | 1910   | 1925   | 1933   | 1939   | 1950   | 1961   | 1970   | 1977   |
| ----------- | ------ | ------ | ------ | ------ | ------ | ------ | ------ | ------ | ------ | ------ |
| Zeven       | 14.060 | 15.318 | 15.825 | 20.569 |        |        |        |        |        |        |
| Bremervörde | 17.040 | 18.159 | 19.858 | 22.305 | 44.021 | 45.455 | 81.127 | 69.427 | 72.413 | 74.800 |
| Quelle      | [ 5 ]  | [ 5 ]  | [ 5 ]  | [ 5 ]  | [ 5 ]  | [ 5 ]  | [ 5 ]  | [ 5 ]  | [ 4 ]  | [ 6 ]  |

## Politik

### Landräte
- 1868–1876 Julius Rasch (1825–1898)
- 1876–1885 J. Heinrich Rottländer
- 1885–1885 Franz Albert Siemens
- 1885–1889 Curt Grüttner
- 1889–1893 Hugo Stolle
- 1893–1902 Paul Brockhoff
- 1902–1917 Paul Wiedenfeld
- 1917–1931 Ernst Ludwig Grubitz (* 1876)
- 1931–1932 Karl Heimerich
- 1932–1933 Johannes Bierbach (* 1888) (DNVP)
- 1933–1945 Friedrich Kraft Schenck zu Schweinsberg (1900–1985)

### Oberkreisdirektoren
- 4. Juni 1947 bis 29. November 1947 Hans Mühlenfeld, DP
- 7. Juni 1948 bis 31. März 1955 Albert Beneke
- 1. April 1955 bis 31. Juli 1977 Johannes zum Felde

## Gemeinden
Die folgende Liste enthält alle Gemeinden, die dem Landkreis Bremervörde angehörten, sowie alle Eingemeindungen:
| Gemeinde                 | eingemeindet nach | Datum der Eingemeindung | Anmerkung                                |
| ------------------------ | ----------------- | ----------------------- | ---------------------------------------- |
| Ahe                      | Kirchwistedt      | 1. März 1974            |                                          |
| Alfstedt                 |                   |                         |                                          |
| Altwistedt               | Kirchwistedt      | 1. März 1974            |                                          |
| Anderlingen              | Anderlingen       |                         |                                          |
| Augustendorf             | Langenhausen      | 1. März 1974            |                                          |
| Badenstedt               | Zeven             | 1. März 1974            |                                          |
| Barchel                  | Oerel             | 1. März 1974            |                                          |
| Barkhausen               | Gnarrenburg       | 1. März 1974            |                                          |
| Basdahl                  |                   |                         |                                          |
| Bevern                   | Bremervörde       | 1. März 1974            |                                          |
| Bockel                   | Gyhum             | 1. März 1974            |                                          |
| Boitzen                  | Heeslingen        | 1. März 1974            |                                          |
| Brauel                   | Zeven             | 1. März 1974            |                                          |
| Breddorf                 |                   |                         |                                          |
| Bremervörde, Stadt       |                   |                         |                                          |
| Brillit                  | Gnarrenburg       | 8. April 1974           |                                          |
| Brümmerhof               | Zeven             | 1. März 1974            |                                          |
| Brüttendorf              | Zeven             | 1. März 1974            |                                          |
| Buchholz                 | Vorwerk           | 1. März 1974            |                                          |
| Bülstedt                 |                   |                         |                                          |
| Byhusen                  | Farven            | 1. März 1974            |                                          |
| Dahldorf                 | Gnarrenburg       | 1928/29                 |                                          |
| Deinstedt                |                   |                         |                                          |
| Dipshorn                 | Vorwerk           | 1. März 1974            |                                          |
| Ebersdorf                |                   |                         |                                          |
| Ehestorf                 | Elsdorf           | 1. März 1974            |                                          |
| Einstellige Höfe         |                   |                         | 1957 in Heinschenwalde umbenannt         |
| Elm                      | Bremervörde       | 1. März 1974            |                                          |
| Elsdorf                  |                   |                         |                                          |
| Engeo                    | Bremervörde       | 1. April 1951           |                                          |
| Fahrendahl               | Fahrendorf        | 1928/29                 |                                          |
| Fahrendorf               | Langenhausen      | 1. März 1974            |                                          |
| Farven                   |                   |                         |                                          |
| Fehrenbruch              | Grafel            | 1. Juli 1968            |                                          |
| Findorf                  | Gnarrenburg       | 1. März 1974            |                                          |
| Frankenbostel            | Elsdorf           | 1. März 1974            |                                          |
| Freetz                   | Lengenbostel      | 1. März 1974            |                                          |
| Friedrichsdorf           | Langenhausen      | 1928/29                 |                                          |
| Geestdorf                | Gnarrenburg       | 1904                    |                                          |
| Glinde                   | Oerel             | 1. März 1974            |                                          |
| Glinstedt                | Gnarrenburg       | 8. April 1974           |                                          |
| Gnarrenburg              |                   |                         |                                          |
| Godenstedt               | Seedorf           | 1. März 1974            |                                          |
| Grafel                   | Anderlingen       | 1. März 1974            |                                          |
| Granstedt                | Selsingen         | 1. März 1974            |                                          |
| Groß Meckelsen           |                   |                         |                                          |
| Groß Sittensen           | Sittensen         | 1. Oktober 1960         |                                          |
| Gyhum                    |                   |                         |                                          |
| Haaßel                   | Selsingen         | 1. März 1974            |                                          |
| Hamersen                 |                   |                         |                                          |
| Hanstedt                 | Breddorf          | 1. März 1974            |                                          |
| Hatzte                   | Elsdorf           | 1. März 1974            |                                          |
| Heeslingen               |                   |                         |                                          |
| Heinschenwalde           | Hipstedt          | 1. März 1974            |                                          |
| Hepstedt                 |                   |                         |                                          |
| Hesedorf bei Bremervörde | Bremervörde       | 1. März 1974            |                                          |
| Hesedorf bei Gyhum       | Gyhum             | 1. März 1974            |                                          |
| Hipstedt                 |                   |                         |                                          |
| Hönau                    | Sanddamm          | 1928/29                 |                                          |
| Hönau-Lindorf            | Bremervörde       | 1. März 1974            |                                          |
| Horst                    | Kirchwistedt      | 1928/29                 |                                          |
| Ippensen                 | Vierden           | 1. März 1974            |                                          |
| Iselersheim              | Bremervörde       | 1. März 1974            |                                          |
| Kalbe                    |                   |                         |                                          |
| Karlshöfen               | Gnarrenburg       | 8. April 1974           |                                          |
| Kirchtimke               |                   |                         |                                          |
| Kirchwistedt             |                   |                         | am 1. März 1974 zum Landkreis Wesermünde |
| Klein Meckelsen          |                   |                         |                                          |
| Klein Sittensen          | Sittensen         | 1. Oktober 1960         |                                          |
| Klenkendorf              | Langenhausen      | 1. März 1974            |                                          |
| Kolheim                  | Findorf           | 1928/29                 |                                          |
| Kuhstedt                 | Gnarrenburg       | 8. April 1974           |                                          |
| Kuhstedtermoor           | Kuhstedt          | 1. März 1974            |                                          |
| Langenhausen             | Gnarrenburg       | 8. April 1974           |                                          |
| Lavenstedt               | Selsingen         | 1. März 1974            |                                          |
| Lengenbostel             |                   |                         |                                          |
| Lindorf                  | Sanddamm          | 1928/29                 |                                          |
| Malstedt                 | Deinstedt         | 1. März 1974            |                                          |
| Mehedorf                 | Bremervörde       | 1. März 1974            |                                          |
| Meinstedt                | Heeslingen        | 1. März 1974            |                                          |
| Minstedt                 | Bremervörde       | 1. März 1974            |                                          |
| Mintenburg               | Minstedt          | 1928/29                 |                                          |
| Nartum                   | Gyhum             | 1. März 1974            |                                          |
| Neu Ebersdorf            | Ebersdorf         | 1. März 1974            |                                          |
| Neuendamm                | Sanddamm          | 1928/29                 |                                          |
| Nieder Ochtenhausen      | Bremervörde       | 1. März 1974            |                                          |
| Ober Ochtenhausen        | Sandbostel        | 1. März 1974            |                                          |
| Oerel                    |                   |                         |                                          |
| Oese                     | Basdahl           | 1. März 1974            |                                          |
| Ohrel                    | Anderlingen       | 1. März 1974            |                                          |
| Oldendorf                | Zeven             | 1. März 1974            |                                          |
| Ostendorf                | Bremervörde       | 1. März 1974            |                                          |
| Ostereistedt             |                   |                         |                                          |
| Ostertimke               | Kirchtimke        | 1. März 1974            |                                          |
| Ottendorf                | Ostendorf         | 1928/29                 |                                          |
| Parnewinkel              | Selsingen         | 1. März 1974            |                                          |
| Plönjeshausen            | Bremervörde       | 1. März 1974            |                                          |
| Poggemühlen              | Basdahl           | 1928/29                 |                                          |
| Rhade                    |                   |                         |                                          |
| Rhadereistedt            | Rhade             | 1. März 1974            |                                          |
| Rockstedt                | Ostereistedt      | 1. März 1974            |                                          |
| Rübehorst                | Brillit           | 1928/29                 |                                          |
| Rüspel                   | Elsdorf           | 1. März 1974            |                                          |
| Sandbostel               |                   |                         |                                          |
| Sanddamm                 |                   |                         | 1929 neugebildet, 1949 aufgelöst         |
| Sassenholz               | Heeslingen        | 1. März 1974            |                                          |
| Seedorf                  |                   |                         |                                          |
| Selsingen                |                   |                         |                                          |
| Sittensen                |                   |                         | 1960 neugebildet                         |
| Spreckens                | Bremervörde       | 1. März 1974            |                                          |
| Steddorf                 | Heeslingen        | 1. März 1974            |                                          |
| Steinfeld                | Bülstedt          | 1. März 1974            |                                          |
| Stemmermühlen            | Kirchwistedt      | 1928/29                 |                                          |
| Tarmstedt                |                   |                         |                                          |
| Tiste                    |                   |                         |                                          |
| Vierden                  |                   |                         |                                          |
| Volkensen                | Elsdorf           | 1. März 1974            |                                          |
| Volkmarst                | Basdahl           | 1. März 1974            |                                          |
| Vorwerk                  |                   |                         |                                          |
| Weertzen                 | Heeslingen        | 1. März 1974            |                                          |
| Wehldorf                 | Gyhum             | 1. März 1974            |                                          |
| Wense                    | Heeslingen        | 1. März 1974            |                                          |
| Westertimke              |                   |                         |                                          |
| Wiersdorf                | Heeslingen        | 1. März 1974            |                                          |
| Wilstedt                 |                   |                         |                                          |
| Wistedt                  | Zeven             | 1. März 1974            |                                          |
| Wohnste                  |                   |                         |                                          |
| Zeven, Stadt             |                   |                         |                                          |

## Kfz-Kennzeichen
Am 1. Juli 1956 wurde dem Landkreis bei der Einführung der bis heute gültigen Kfz-Kennzeichen das Unterscheidungszeichen BRV zugewiesen. Es wurde bis zum 4. April 1978 ausgegeben. Aufgrund der Kennzeichenliberalisierung ist es seit dem 15. November 2012 im Landkreis Rotenburg (Wümme) erhältlich.